# Vol Ariana Afghan Airlines 701
Le 5 janvier 1969, un Boeing 727 effectuant le vol Ariana Afghan Airlines 701, reliant Kaboul, en Afghanistan, à Londres, au Royaume-Uni, s'est écrasé dans un champ lors de son approche vers l'aéroport de Londres-Gatwick, de nuit et au milieu d'un épais brouillard. Après l'impact initial, l'avion est entré en collision avec une grande maison individuelle, entraînant sa démolition complète et le déclenchement d'un violent incendie.
Sur les 62 passagers et membres d'équipage à bord, on dénombre 48 morts, ainsi que deux victimes supplémentaires au sol, tandis que les deux pilotes et l'ingénieur de vol, onze passagers et un bébé présent dans la maison ont survécu à l'accident.
L'accident a été principalement attribué à une erreur de l'équipage, en particulier à leur incapacité à déployer les volets pour maintenir la vitesse adéquate pour l'approche finale, conduisant l'appareil à descendre en dessous de sa trajectoire de descente, jusqu'à ce qu'il percute le sol.

## Avion
L'appareil assurant ce vol, un Boeing 727-113C immatriculé YA-FAR (numéro de série 19690/540), avait moins d'un an au moment de l'accident et était le seul avion de ce type dans la flotte d'Ariana Afghan Airlines. Il a été construit en février 1968 et a reçu son certificat de navigabilité américain le 25 mars de la même année. Puis, le 29 avril 1968, il a été immatriculé en Afghanistan, qui a ensuite délivré son propre certificat de navigabilité le 14 mai. Au moment de l'accident, ce triréacteur court/moyen-courrier, propulsé par trois moteur Pratt & Whitney JT8D-7, totalisait 1 715 heures de vol.

## Équipage et passagers
L'équipage du vol 701 comprenait le commandant de bord Rahim Nowroz, le copilote Abdul-Zaher Attayee et l'ingénieur de vol Mohammed-Hussain Formuly, ainsi que cinq agents de bord. Le commandant Nowroz a obtenu son diplôme de pilote en 1956, a été embauché par Ariana Afghan Airlines l'année suivante comme copilote et a effectué 10 400 heures de vol au moment de l'accident, dont 512 heures sur Boeing 727, sur lequel il était qualifier après avoir suivi une formation de pilotage en 1968.
Il y avait 54 passagers à bord de l'avion. À l'exception d'une jeune fille de nationalité américaine, tous venaient d'Afghanistan, du Pakistan et d'Inde (en particulier de la région du Pendjab).

## Déroulement des faits
Le vol 701, reliant l'aéroport international de Kaboul à l'aéroport de Londres-Gatwick, était un vol international régulier avec des escales prévues à Kandahar, Istanbul et Francfort. Un changement d'équipage a également eu lieu à Beyrouth, à ce moment-là le commandant Nowroz, le copilote Attayee et l'ingénieur de vol Formuly ont pris les commandes de l'avion.
La météo dans la région de Gatwick, pendant la nuit du 4 au 5 janvier, était mauvaise. Il y avait un épais brouillard givrant, bien que l'aéroport soit resté ouvert au trafic aérien (la réglementation internationale exige que les aéroports restent ouverts quelles que soient les conditions au sol, en cas d'urgence). Le brouillard persistait depuis la veille, et bien qu'il se soit dissipé dans la majeure partie du sud-est de l'Angleterre, quelques nappes de brouillard subsistaient à Gatwick à une hauteur ne dépassant pas 250 pieds (76 m).
Le commandant de bord a reçu des rapports météorologiques indiquant que la visibilité variait entre 160 pieds (50 m) et 1 600 pieds (500 m), la température de l'air était de 27 °F (−3 °C) et le brouillard givrant était prédominant. Les rapports pour l'aéroport de Londres-Stansted (la destination alternative désignée pour ce vol) et l'aéroport de Londres-Heathrow indiquaient des conditions beaucoup plus claires, et l'avion aurait également pu retourner à Francfort car il transporté suffisamment de carburant pour cette manœuvre (le rapport d'accident a déterminé qu'environ 20 000 livres (9 000 kg) de kérosène étaient présent dans les réservoirs lors du crash).

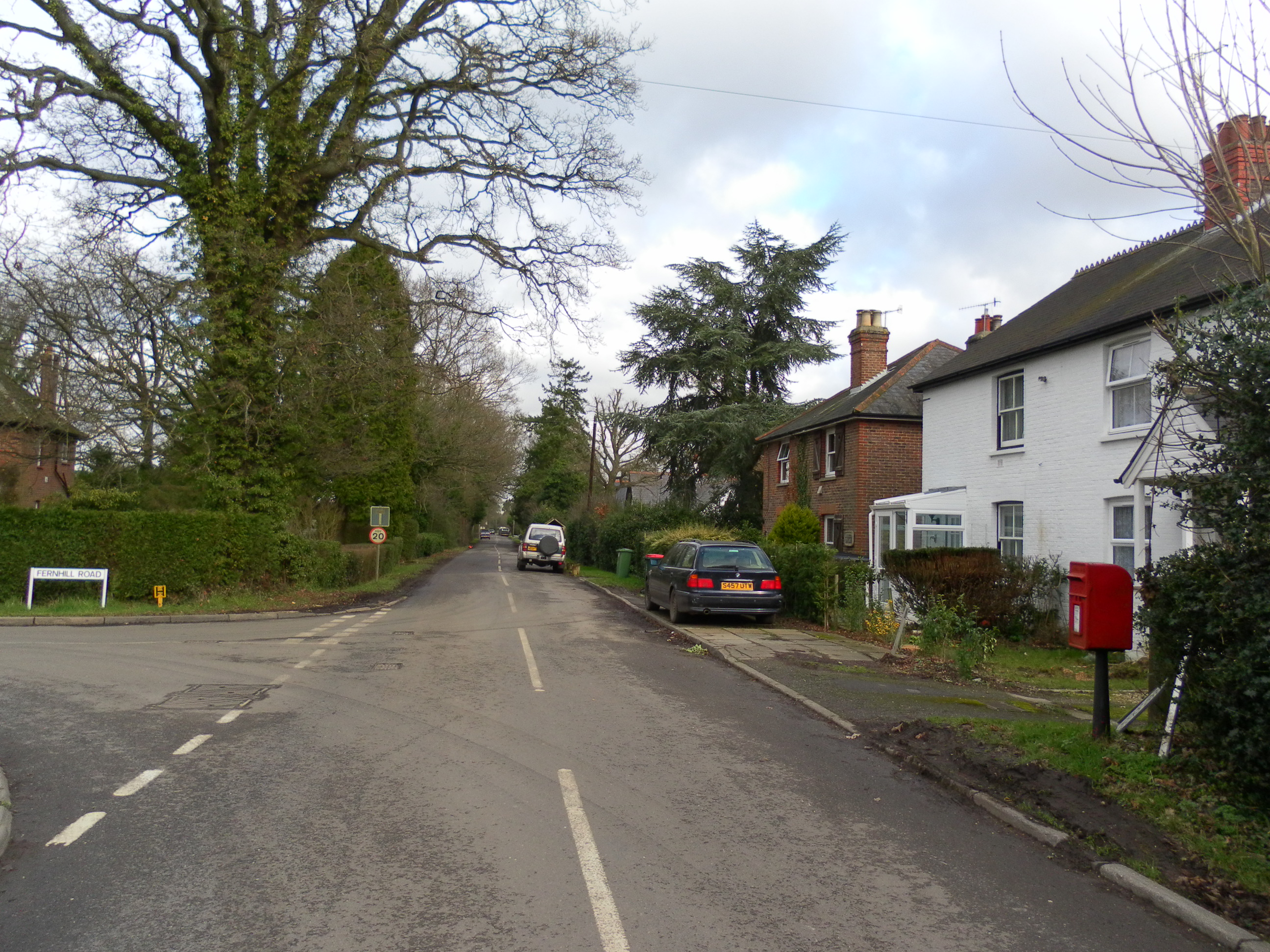
L'avion était bien en dessous de sa pente de descente lorsqu'il est passé au-dessus de ces maisons de Peeks Brook Lane, à Fernhill, en heurtant des arbres, des cheminées et des antennes de télévision.

À 1 h 35, alors que le vol 701 survolait le petit hameau de Fernhill (en), situé à la frontière entre le Surrey et le Sussex, et se trouvait à 2 400 m de la piste d'atterrissage, il a heurté la cime de quelques arbres dans le jardin d'une maison sur Peeks Brook Lane ; c'était à environ 460 m du point d'impact avec le sol. Il a ensuite laissé des traces de pneus sur le toit de la maison voisine et a fait tomber des cheminées de la maison d'en face, située 80 m plus loin. À ce stade, le 727 n'était qu'à 39 pieds (12 m) au dessus du sol. Il a ensuite ensuite heurté une antenne de télévision et un autre groupe d'arbres, endommageant différents composants de l'aile droite.
Alors qu'il commençait à prendre du roulis à droite, les roues de l'avion ont touché le sol brièvement, dans un champ au sud de Fernhill Lane, et il a recommencé à reprendre de l'altitude. Il n'a cependant pas réussi à éviter une maison individuelle, qui se trouvait à 900 pieds (300 m) plus à l'ouest, et l'a complètement détruite à l'impact. Un des moteurs ainsi que la partie arrière du fuselage ont atterri à l'intérieur de la maison, tandis que la partie avant de l'avion s'est désintégrée en laissant une traînée de débris longue de 1 395 pieds (425 m). Le carburant s'est répandu et a immédiatement pris feu, engloutissant l'épave du 727 et les décombres de la maison. Les propriétaires de la maison, William et Ann Jones, ont été tués sur le coup, mais leur bébé a survécu avec des blessures mineures.
Les habitants de Peeks Brook Lane furent les premiers à arriver sur les lieux de l'accident et à contacter les services d'urgence. Le premier appel fut reçu à 1 h 38 au poste de contrôle de la police du Surrey (en) et plusieurs agents furent dépêchés depuis le poste de police de Horley. Les premiers agents arrivèrent sept minutes plus tard, suivis de près par le policier Keith Simmonds du poste d'Oxted, qui était de service cette nuit-là et qui sauva le bébé blessé à l'intérieur de la maison. Les pompiers furent également appelés à 1 h 38 et des véhicules arrivèrent à partir de 1 h 56.
Les brigades de pompiers du Surrey et du Sussex envoyèrent 20 véhicules sur les lieux et d'autres furent fournis par l'aéroport via la British Airports Authority. Les enquêteurs sur les accidents aériens de la Commission du commerce britannique, dirigés par George Kelly, se rendirent également sur les lieux du crash. Malgré une présence policière considérable, leurs efforts furent entravés par de nombreux badauds qui encombraient les ruelles étroites donnant accès au site. Des barrages de police ont été installés aux deux extrémités de Fernhill Lane, et d'autres agents ont été postés à Antlands Lane pour détourner la circulation de Balcombe Road.

## Enquête et cause de l'accident

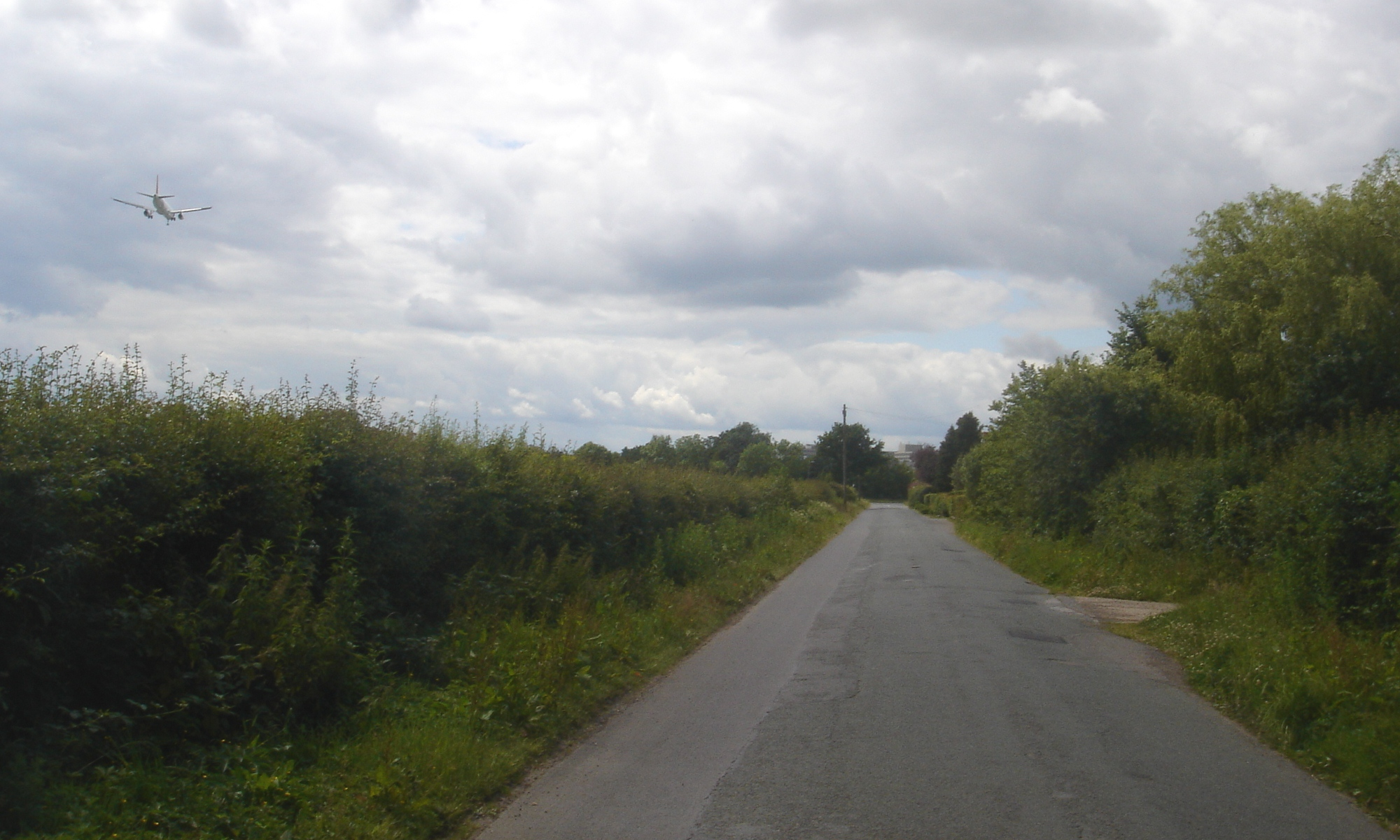
Le vol 701 s'est écrasé immédiatement au sud de Fernhill Road, juste au-delà de la haie visible à gauche.

Les enquêteurs ont conclu que la cause principale de l'accident était une erreur de pilotage de la part du commandant de bord. Sa décision d'atterrir à Gatwick était une « erreur de jugement », provoquée par la « nature trompeuse » des conditions météorologiques dans la région, qui étaient très difficiles, bien que cela n'ait pas contribué au crash. Au lieu de cela, le fait de ne pas avoir sorti les volets dans le bon ordre et à une vitesse appropriée a provoqué la descente rapide de l'avion en dessous de la pente de descente, un roulis vers la droite et une assiette à cabrer, conduisant l'appareil au crash.
Le rapport d'accident indiquait que le 727 assurant le vol 701 avait un tableau de bord complet et « utilisable », ainsi qu'un équipement VOR et ILS en état de marche. Une communication « satisfaisante et courante » entre le contrôle aérien et l'équipage a été notée, et l'enregistreur phonique (CVR) a été récupéré. Il y avait également un enregistreur de paramètres (FDR) à l'arrière du fuselage, qui a été récupéré le 6 janvier et son contenu a été analysé.
La décision du commandant de bord de poursuivre le vol vers Londres plutôt que de rester à Francfort n'a pas été critiquée : il aurait pu atterrir à Heathrow ou à Stansted, où la météo s'était améliorée, au lieu de Gatwick s'il estimait que les conditions étaient trop mauvaises, et l'avion aurait même pu retourner en Allemagne si nécessaire. Au moment où l'avion a entamé l'approche vers Gatwick, la portée visuelle de piste (RVR) était de 330 pieds (100 m) selon le dernier rapport météorologique émis à 23 h 50, le 4 janvier, et ne devait pas s'améliorer cette nuit-là ; en outre, cette lecture a été confirmée à 1 h 23 et 1 h 27.
À l'époque, les avions immatriculés au Royaume-Uni n'étaient pas autorisés à atterrir sur un aéroport à un moment où leur RVR était inférieure à son « minimum déclaré » (celle de Gatwick était de 0,5 milles (800 m)), mais ceux immatriculés à l'étranger avaient leurs propres règles et n'étaient alors pas soumis à la législation britannique. Les pilotes d'Ariana Afghan Airlines ont reçu pour instruction de ne pas atterrir lorsque la portée visuelle de la piste était inférieure au minimum déclaré par l'aéroport (bien que cela ne soit pas interdit par la loi), mais ils pouvaient utiliser leur propre jugement pour décider s'il fallait descendre à l'altitude minimale de descente, qui est de 200 pieds (61 m) pour cet avion, et ensuite tenter un atterrissage.
Le commandant Nowroz a décidé que, comme les nappes de brouillard se déplaçaient rapidement, il ferait une approche à vue pour l'atterrissage à Gatwick. Le rapport d'accident indique que, comme il se fiait principalement aux indications visuelles au moment d'atterrir, il a peut-être été distrait de ses tâches dans le poste de pilotage ; de plus, par endroits, le brouillard est connu pour affecter gravement la perception des références visuelles extérieures, conduisant parfois à des « erreurs de jugement désastreuses ».
Néanmoins, la décision du commandant Nowroz d'effectuer l'approche vers Gatwick en vue d'y atterrir ne présentait « aucun risque excessif » et n'a pas causé l'accident. En fait, la cause a été attribuée à une série de modifications des réglages de vitesse, de puissance et de configuration des volets qui n'étaient pas conformes aux procédures d'exploitation de la compagnie aérienne et qui ont eu lieu au cours des 15 derniers milles (24 km) de l'approche. À 1 h 28, le 727 a capté le signal du localizer et les volets ont été abaissés en trois étapes, à mesure que la vitesse de l'avion diminuait.
Peu après, alors qu'il s'approchait du faisceau de la trajectoire de descente ILS, son altitude et sa vitesse ont été encore réduites et le train d'atterrissage a été sorti. Le commandant de bord a alors vu une lumière qu'il a confondue avec celle située à l'extrémité de la piste — elle se trouvait en réalité sur une colline au-delà de l'aéroport — et le voyant avertissant d'un mauvais réglage du stabilisateur horizontal s'est allumé. Ce voyant était défectueux plus tôt durant le vol et le commandant de bord a désactivé le pilote automatique et le dispositif de suivi automatique de la trajectoire de descente. À 1 h 33, l'angle de sortie des volets a été augmenté ; l'avion a alors commencé à descendre sous la pente d'approche et volait plus vite que ce que l'équipage croyait. Ce n'est qu'une fois arrivé à une hauteur de 400 pieds (120 m) qu'une tentative de reprise d'altitude a été effectuée, mais cela s'est produit trop tard.
Les trois premiers réglages des volets ont eu lieu à des vitesses supérieures à celles recommandées par la compagnie aérienne, même si elles ne dépassaient pas les limites de conception du 727. Le train d'atterrissage a été sorti à une vitesse trop élevée et le réglage suivant des volets aurait dû être effectué en deux étapes. Le changement soudain d'angle de sortie des volets a fait piquer le nez de l'avion vers le bas, et celui-ci est descendu plus rapidement que ce qui était approprié dans ces conditions. Le commandant de bord et les autres membres de l'équipage n'ont réagi qu'au bout de 45 secondes environ, jusqu'à ce qu'à environ 300 pieds (91 m) du sol, ils aient appliqué la puissance maximale et relevé la gouverne de profondeur à fond pour tenter de faire remonter l'avion. Le rapport d'accident indique que pendant cette période de 45 secondes, ils ont peut-être été préoccupés par la recherche d'une confirmation visuelle de leur position, comme les feux de piste.
Après cet accident, la législation interdisant aux avions britanniques d'atterrir lorsque la RVR était insuffisante a été étendue en septembre 1969 à l'ensemble des avions de tous les autres pays volant vers des aéroports n'importe où au Royaume-Uni.